# Lothár nyugati frank király
Lothár (franciául: Lothaire; Laon, 941 vége – Laon, 986. március 2.) a Karoling-házból származó nyugati frank király 954. november 12-től haláláig. IV. (Tengerentúli) Lajos fia.

## Útja a trónig
Tengerentúli Lajos nyugati frank király és 939-ben elvett felesége, Szász Gerberga első gyermekeként jött világra az ismert hét közül. Apja váratlanul halt meg 954. szeptember 10-én, miután Reims és Laon között lovasbalesetet szenvedett. Az összegyűlő főurak a leghatalmasabb uraság, a Lajos uralkodása alatt döntő befolyásra szert tevő Róbertida Nagy Hugó, Frankhon (latinul Francia), Aquitania és Burgundia hercege támogatásával az elhunyt király fiát, a tizenkét esztendős Lothárt választották királlyá november 12-én, és még aznap meg is koronázták.

## A régensség
Hugó az ifjú királlyal sietett elismertetni hercegi címeit, és egy sikeres házassági szerződés révén Burgundiát ténylegesen is megszerezte 956-ban egyik fia, Ottó számára. Aquitaniát erővel kívánta saját birtokába hajtani, ám III. Vilmos aquitaniai herceg ellenállása miatt 955-ben nem ért el sikert, ráadásul 956 közepén váratlanul meghalt. Mivel gyermekei – köztük a Capeting-ház későbbi alapítója, Hugó – még kiskorúak voltak, özvegye, Szász Hedvig és testvére, az anyakirályné, Gerberga kezébe került az irányítás. A két hölgyet két fivérük, I. Brúnó kölni érsek és I. Ottó német-római császár is támogatta: ez utóbbi biztonságban tudhatta Lotaringiát a Karolingok hódítási kísérleteitől, és megakadályozhatta, hogy a monarchia vagy bármelyik főúr túlzottan megerősödhessen. Egyházi téren is erősödött az ottói befolyás: Brúnó érsek javaslatára 961-ben a metzi Odelric lett Reims érseke, akit 969-ben a verduni gróf fia, a főkancellárrá is kinevezett Adalbero követett.
A régenskormányzat igyekezett a Nagy Hugó idején óriási hatalomra szert tevő Róbertidákat minél jobban meggyengíteni, ezért egészen 960-ig nem ismerték el az ifjabb Hugó frank hercegi címét. A köztes időben az atyai birtokok jelentősen összezsugorodtak: Hugó hercegi kinevezésekor már csak Párizs és Orléans környékére támaszkodhatott, miután a normandiai herceg függetlenedett tőle, az anjoui és a blois-i gróf pedig komoly területeket hajtott saját uralma alá.
Bár Bruno és Hedvig 965-ben meghalt, Gerberga anyakirályné továbbra is fenntartotta a jó viszonyt Ottóval, aki 966-ban mostohalányát, Emmát adta feleségül Lothárhoz.

## Lotaringiai ambíciók Capet Hugó árnyékában
Gerberga 969-es elhunyta után ismét a Róbertidák váltak a legbefolyásosabb erővé. Capet Hugó, ha apja hatalmas birtokait nem is tudta visszaszerezni, azért jelentősen megerősítette a helyzetét: szövetkezett a normandiai herceggel és az anjoui gróffal, illetve a déli hercegségről lemondva feleségül vette az aquitaniai herceg lányát. Némi területnövekedést is elkönyvelhetett, amikor 965 körül megszerezte Ponthieu grófságát. Hugó támogatta a király Lotaringia megszerzésére irányuló terveit, mivel ettől befolyása további növekedését remélte.
A háború kitörésére azonban még éveket kellett várni, míg végre ürügyet találtak rá. A Karolingoktól szokatlan módon Lothár mintegy tizenkét évvel fiatalabb öccsét, Károlyt kihagyták az örökösödésből, és ekkortájt felnőve maga is hatalmi terveket kezdett dédelgetni. 974-ben még Lothár érdekeit képviselve részt vett az Ottó birodalmához tartozó hainaut-i gróf fiainak örökségért folytatott harcában, néhány év múlva azonban fordulat következett be. 977-ben a tekintélyes Ardenne-ház egy újabb tagja, Adalbero szerezte meg a laoni érsekséget. Lothár fivére, Károly herceg terjeszteni kezdte, hogy Adalbero házasságtörő viszonyt folytat a királynéval, azonban a szintén Ardenne-házi reimsi érsek, a 969-ben kinevezett másik Adalbero által lefolytatott vizsgálat felmentette őket a vád alól. Büntetésül a király száműzte öccsét, aki unokatestvérük, II. Ottó német-római császár udvarában keresett menedéket. Ottó még abban az évben Alsó-Lotaringia hercegévé nevezte ki Károlyt, ami provokációként hatott a tartomány megszerzését tervező Lothárra, és Hugót is nyugtalanította, mivel veszélyben érezte Felső-Lotaringia ifjú hercegének helyzetét, aki történetesen az unokaöccse volt.
A király 978-ban indított támadást, amelynek során egészen Aachenig, a császári székhelyig jutott, amit ki is fosztott, ám unokatestvérét nem sikerült elfognia. II. Ottó válaszul királlyá kiáltotta ki Lotaringiai Károlyt, és kemény ellencsapást indított. Lothár Párizsig volt kénytelen visszahúzódni, ahol ugyan burgundi és anjoui segítséggel győzelmet aratott, ám a hatalma alapját képező számos gazdag uradalmát (Attigny, Compiègne, Soissons) kifosztották és tönkretették. Mivel így ismét Hugó vált a királyság legfőbb támaszává és legerősebb emberévé, a támogatásával Lothár 979-ben társkirályává tudta választatni fiát, Lajost. A király végül Hugó herceg tudta és beleegyezése nélkül békét kért a császártól, és Margut városában tartott találkozójukon 980-ban lemondott Lotaringiáról és bőséges ajándékokkal halmozta el Ottót. Ez a váratlan békülés bizonyára Hugó túlzott hatalma ellen is irányult, ezért a mellőzött herceg felháborodva felkereste a császárt, akivel 981-ben különbékét kötött Rómában. Ebben a királyi kancellár, Adalbero reimsi érsek is támogatta Hugót: a befolyásos lotaringiai családból származó főpap összejátszott a császári kormányzattal a német dominancia fenntartása érdekében, aminek az érsek és Gerbert d’Aurillac leveleiben ránk maradt tervek szerint a Hugó herceggel kötött szövetség megerősítése lett volna az eszköze.

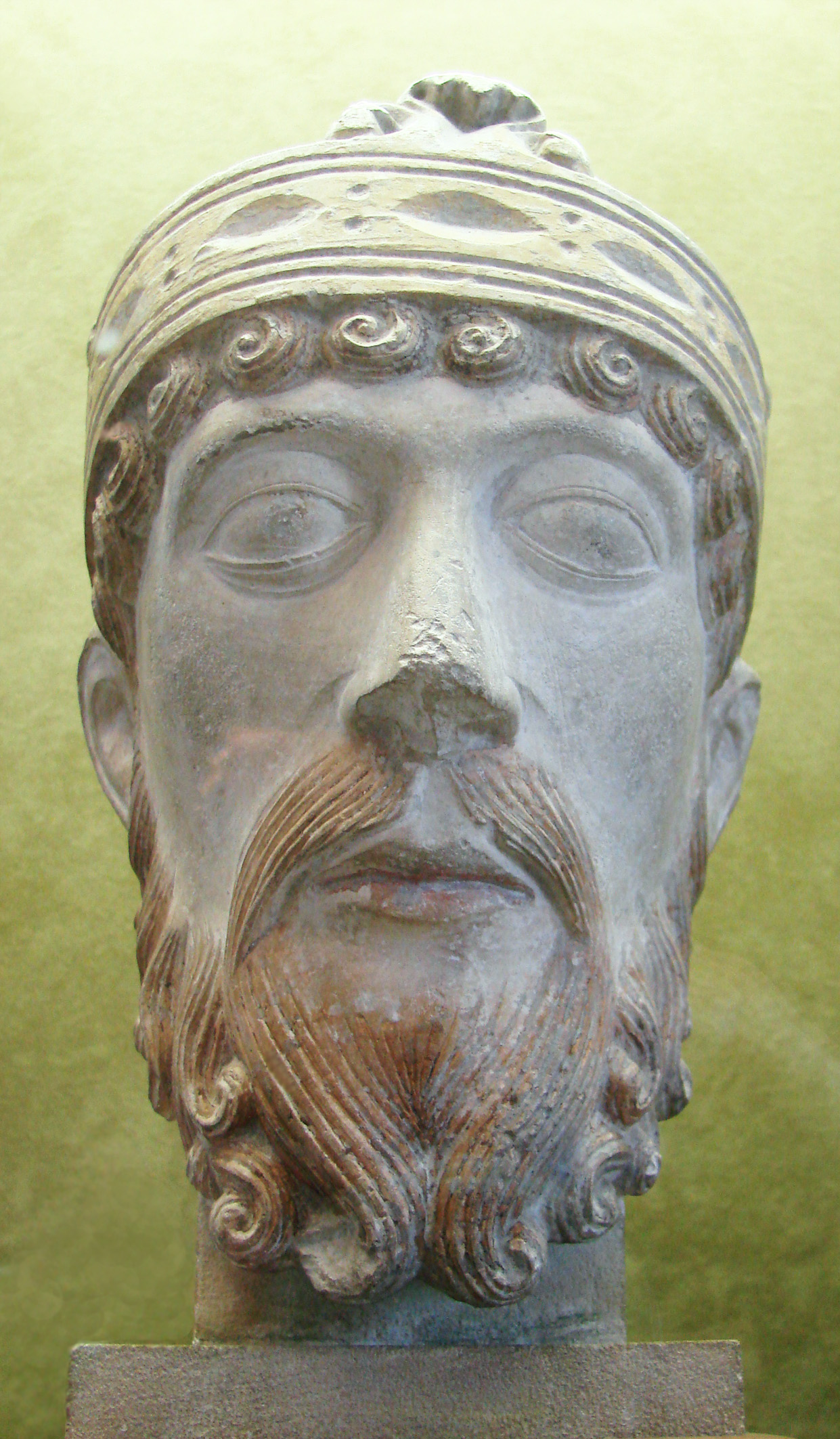
Lothár fejszobra a 12. századból

## A második próbálkozás
983-ban meghalt II. Ottó, Lothár pedig ismét próbát tett a keleti terjeszkedésre a kiskorú III. Ottó rovására. Lothár 985-ös csapása váratlanul sikeres volt: elfoglalta Verdunt, és foglyul ejtette Thierry felső-lotaringiai herceget, Gottfried verduni grófot és fiát, Frigyest, valamint Szigfrid luxemburgi grófot. Thierry herceg Hugó unokaöccse, a verduni gróf pedig a reimsi Adalbero testvére volt, ami tovább erősítette az érsek és a herceg közeledését.
Lothár gyanakodni kezdett az érsekre, ezért – miután felszólította a verduni Szent Pál-monostor erődítményeinek lerombolására, az érsek pedig megtagadta a parancsot arra hivatkozva, hogy éhező katonái nem tudnák megvédeni a várost – a király főúri gyűlést hirdetett Compiègne-be azzal az ürüggyel, hogy az érsek a beleegyezése nélkül nevezte ki Adalbero nevű unokaöccsét Verdun püspöksége élére 984-ben. Hugó herceg azonban megmentette szövetségesét: 600 katonájával szétkergette a gyűlést, Lothárnak pedig nem volt annyi ereje, hogy nyíltan szembeszálljon vele, és követelésének engedve kénytelen volt szabadon bocsátani a verduni hadjárat során ejtett foglyokat is (igaz, a területi engedményekre nem hajlandó Gottfried gróf inkább börtönben maradt). Lothár más módot keresett Adalbero megbüntetésére: a Német-római Birodalom határain belül eső, de egyházszervezetileg Reims alá tartozó Cambrai lerohanását fontolgatta, amikor váratlanul megbetegedett, és Laonban meghalt. Reimsben, a Szent Remigius-templomban temették el.

## Házassága, utódai
Lothár 966 elején vette feleségül Lothár itáliai király (ur. 947–950) és Burgundi Adelhaid leányát, Emmát, aki férje halála után Dijonba vonult vissza. Két gyermekükről tudunk: a 967 körül született Lajos az apját követte a trónon, a még apja életében meghalt Ottó pedig Reimsben volt kanonok.
Lothárnak két törvénytelen gyermekéről is tudunk: Arnulf Capet Hugó és II. Róbert alatt reimsi érsekséget szerzett, és 1021-ben halt meg. Arnulfnak egy Richard nevű testvére is volt, aki 991 után halt meg, de más bizonyosat nem tudunk róla.